# Macropetasma africana
Macropetasma africana is een tienpotigensoort uit de familie van de Penaeidae. De wetenschappelijke naam van de soort is voor het eerst geldig gepubliceerd in 1913 door Balss.